# 卡洛弗雷區
8°19′12″N 80°50′24″W / 8.32000°N 80.84000°W
卡洛弗雷區（西班牙語：Distrito de Calobre），是巴拿馬的一個行政區，位於該國中西部，由貝拉瓜斯省負責管轄，始建於1855年，面積807平方公里，2010年人口11,493，人口密度每平方公里14.24人。